# Södra Dalarnas kontrakt
Södra Dalarnas kontrakt, före 1995 benämnt Hedemora kontrakt, var ett kontrakt inom Svenska kyrkan i Västerås stift. Kontraktet upphörde den 1 januari 2007 då församlingarna uppgick i  Tuna kontrakt.

## Ingående församlingar
- Hedemora församling
- Garpenbergs församling
- Husby församling
- Folkärna församling
- By församling
- Grytnäs församling
- Avesta församling